# Іспанська фонологія

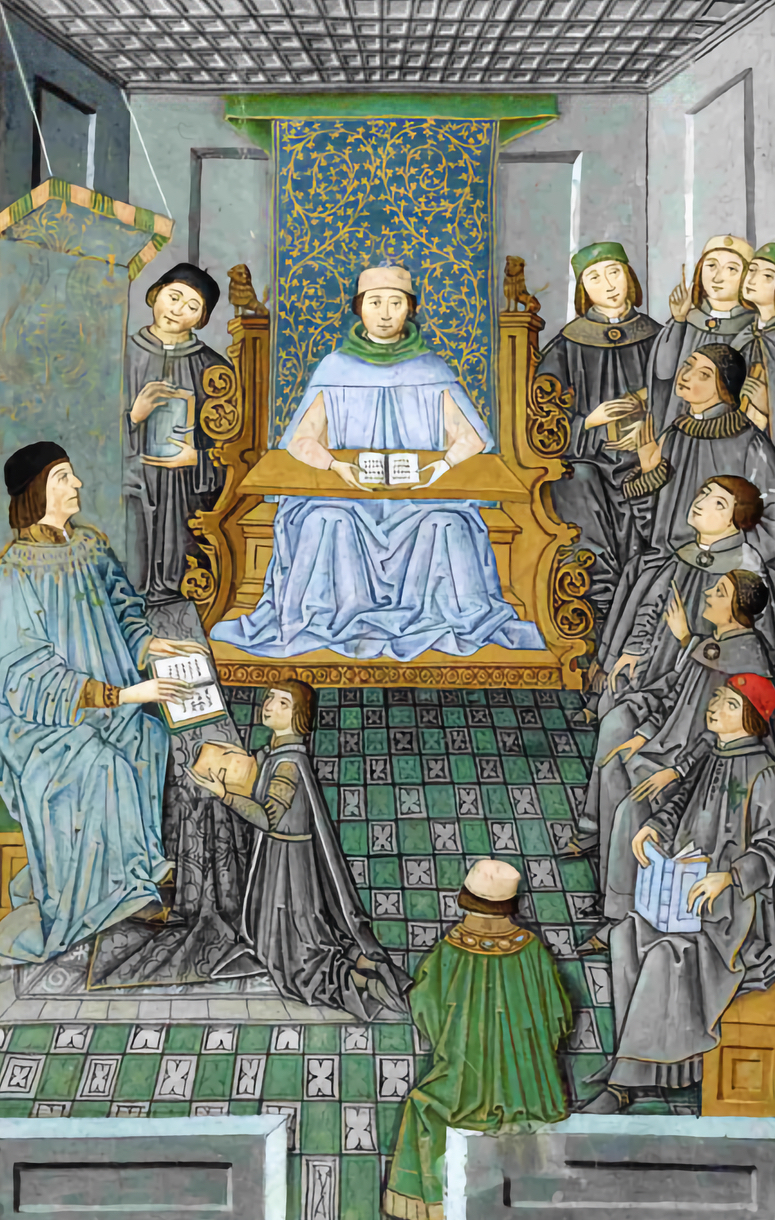
Анто́ніо де Небрі́ха, автор книги Граматика, першої граматики сучасної європейської іспанської мови.

Іспанська фонологія — це список фонем іспанської мови.
|           | Передні | Середні | Задні |
| --------- | ------- | ------- | ----- |
| Закритий  | i       |         | u     |
| Середній  | e̞       |         | o̞     |
| Відкритий |         | ä       |       |

|                    | Губно-губний | Губно-зубний | Зубний | Альвеолярний | Палатальний | Велярний | Увулярний |
| ------------------ | ------------ | ------------ | ------ | ------------ | ----------- | -------- | --------- |
| Назальні           | m            | (ɱ)          |        | n            | ɲ           | (ŋ)      | (ɴ)       |
| Вибухові           | p b          |              | t d    |              |             | k g      |           |
| Щілинні            | (β)          | f (v)        | θ (ð)  | s (z)        | ʝ           | x (ɣ)    | (χ)       |
| Апроксиманти       |              |              |        | j            |             |          |           |
| Тремтячі           |              |              |        | r            |             |          |           |
| Одноударні         |              |              |        | ɾ            |             |          |           |
| Латеральні сонанти |              |              |        | l            | ʎ           |          |           |

## Список фонем
|  | Голосні              |
|  | Приголосні           |
|  | Диграфи і африкати   |
|  | Дифтонги і трифтонги |

| №  | Літера чи диграф іспанського алфавіту          | Назви літер іспанського алфавіту | Відповідні фонема(и) IPA     | Назва фонеми | Приклади в іспанських словах | Близькі приклади в українських словах | Звук        |
| -- | ---------------------------------------------- | -------------------------------- | ---------------------------- | --- | --- | --- | ----------- |
| 1  | A, a, в деяких словах з акутним наголосом Á, á | a                                | 1) [ä], 2) [æ]               | 1) Неогублений голосний переднього ряду низького піднесення, 2) ненапружений неогублений голосний переднього ряду низького піднесення.                                                                     | 1) [ä] cama, patata, casa, área. 2) [æ] las mesas (в південних регіонах Іспанії). | Цей звук є більш переднім, ніж наголошений звук [а] в українській мові, наприклад, айва. | ä, æ        |
| 2  | B, b                                           | be                               | 1) [b], 2) [β̞], 3) [ɸ]       | 1) Дзвінкий губно-губний проривний, 2) губно-губний апроксимант, 3) глухий губно-губний фрикативний. | 1) З [b] на початку слова і після n, m vamos, bailar, invierno; 2) з [β̞] у мовному потоці, коли ця буква ніби опиняється між двома голосними la victoria, або ж коли в слові він і справді стоїть між двом голосними lobo, 3) із [ɸ] на місці буквосполучення sb: los buenos, desbaratar (в південних регіонах Іспанії). | 1) З [b], ніби в слові бик; 2) звуку [β̞] в українській мові цей звук зустрічається, коли приголосна в стоїть перед голосними звуками о, у (воно, кавун) . Цей звук артикулюється губами — губи утворюють вузьку щілину через яку проходить повітря; 3) звуку [ɸ] в українській мові немає. Він частково схожий на звичний українцям ф, тільки він не губно-зубний, а губно-губний (артикулюється губами). | b, β̞, ɸ     |
| 3  | C, c                                           | ce                               | 1) [k], 2) [θ], 3) [s]       | 1) Глухий м'якопіднебінний проривний, 2) глухий зубний фрикативний, 3) глухий ясенний фрикативний. | Як [k] майже в будь-якій позиції крім позиції перед голосними e, i: casa, cuchara, col, crin. Як [θ] перед голосними e, i: cine, cena, indicio в більшості регіонів Іспанії. Як [s] перед голосними e, i, така вимова зустрічається переважно в Л. Ам. і в деяких діалектах Іспанії.                                     | Звук [k], практично, як в українських словах, наприклад кіт. Звука [θ] не існує в українській мові, місце творення цього приголосного зубне. Із [s] практично, як в українських словах зі звуком с. | k, θ, s     |
| 4  | Ch, ch                                         | eche                             | [t͡ʃ]                         | Глухий заясенний африкат | leche, chico, mucho. | Вимовляється напружено, як в українському слові чоловік. | t͡ʃ          |
| 5  | D, d                                           | de                               | 1) [d], 2) [ð]               | 1) Дзвінкий ясенний проривний, 2) дзвінкий зубний фрикативний. | [d] в словах на початку слова та після n l: aldea, andar, dar. [ð] у всіх інших позиціях fideo, universidad. | [d] подібний до звуку в слові дах; [ð] в українській мові немає, при його вимові утворюється щілина між верхніми зубами та кінчиком язика, що подається вперед. | d, ð        |
| 6  | E, e, в деяких словах з акутним наголосом É, é | e                                | 1) [e], 2) [e̞], 3) [ɛ].      | 1) Неогублений голосний переднього ряду високо-середнього піднесення, 2) неогублений голосний переднього ряду середнього піднесення, 3) неогублений голосний переднього ряду низько-середнього піднесення. | 1) tráemelo, 2) el timbre, 3) los timbres (в різних іспанських діалектах) | [e] як в слові давнє; [e̞] — при його вимові куточки губ також сильно відтягнуті, щілина між губами дещо більша, ніж при вимові звуку [і], як, наприклад, в українському слові епоха; [ɛ], як український звук «е» в слові цей. | e, e̞, ɛ     |
| 7  | F, f                                           | efe                              | 1) [f], 2) [v]               | 1) Глухий губно-зубний фрикативний, 2) дзвінкий губно-зубний фрикативний | 1) fiesta, afán, 2) перед n: Dafne (в південних регіонах Іспанії). | [f] як у слові Фастів та ін.; [v] як у слові вітер. | f, v        |
| 8  | G g                                            | ge                               | 1) [ɡ], 2) [x] ([χ]), 3) [ɣ] | 1) Дзвінкий м'якопіднебінний проривний, 2) Глухий м'якопіднебінний фрикативний (в Іспанії глухий язичковий фрикативний); 3) Дзвінкий м'якопіднебінний фрикативний (переважно в Іспанії)                    | 1) gato, domingo 2) gente, región, 3) pregunta, agosto | 1) як у слові ґава, 2) як у слові хата (щодо [χ], то подібного звуку в українській мові немає; він артикулюється задньою спинкою язика на язичку або поряд із ним), 3) подібний звук зустрічається в російській мові, в літературній вимові слова Господь. Також зустрічається у вимові деяких носіїв української мови поруч із ɦ або ʕ                                                                   | ɡ, x (χ), ɣ |
| 9  |                                                |                                  |                              | | | |             |
| 10 |                                                |                                  |                              | | | |             |
| 11 |                                                |                                  |                              | | | |             |
| 12 |                                                |                                  |                              | | | |             |
| 13 |                                                |                                  |                              | | | |             |
| 14 |                                                |                                  |                              | | | |             |
| 15 |                                                |                                  |                              | | | |             |
| 16 |                                                |                                  |                              | | | |             |
| 17 |                                                |                                  |                              | | | |             |
| 18 |                                                |                                  |                              | | | |             |
| 19 |                                                |                                  |                              | | | |             |
| 20 |                                                |                                  |                              | | | |             |
| 21 |                                                |                                  |                              | | | |             |
| 22 |                                                |                                  |                              | | | |             |
| 22 |                                                |                                  |                              | | | |             |
| 23 |                                                |                                  |                              | | | |             |
| 24 |                                                |                                  |                              | | | |             |
| 25 |                                                |                                  |                              | | | |             |
| 26 |                                                |                                  |                              | | | |             |
| 27 |                                                |                                  |                              | | | |             |
| 28 |                                                |                                  |                              | | | |             |
| 29 |                                                |                                  |                              | | | |             |